# Andy Parker
Andy Parker (Cheshunt, 21 marzo 1952) è un batterista britannico Conosciuto per essere membro della rock band britannica UFO, fin dalla sua fondazione.
Nel 1983 esordisce come solista con l'album Vices.

## Discografia

### Con gli UFO
- 1971 - UFO 1
- 1972 - Flying
- 1974 - Phenomenon
- 1975 - Force It
- 1976 - No Heavy Petting
- 1977 - Lights Out
- 1978 - Obsession
- 1980 - No Place to Run
- 1981 - The Wild, the Willing and the Innocent
- 1982 - Mechanix
- 1983 - Making Contact